# Ulrikke Brandstorp
Ulrikke Brandstorp (Sarpsborg, 13 de juliol del 1995) és una cantant noruega.

## Biografia
El 2013 Brandstorp va participar en la versió noruega d'Idols i dos anys després a The Voice. El 2017 va participar per primera vegada a Melodi Grand Prix, la preselecció noruega del Festival de la Cançó d'Eurovisió. Va acabar en quarte lloc amb la cançó Places. El 2019, va jugar el paper de Liesl a la musical The Sound of Music. El 2020 va guanyar Melodi Grand Prix amb la cançó Attention. Hauria representat Noruega al Festival de la Cançó d'Eurovisió 2020, que s'hauria celebrat a la ciutat neerlandesa de Rotterdam en cas de no haver sigut cancel·lat per la pandèmia per coronavirus de 2019-2020.